# Saalfeld (Rodewisch)
Das Saalfeld ist eine geschleifte Ortslage Rodewischs, die aus einem Gut bestand. Die Namensherkunft ist ungeklärt.
Das Gehöft lag zwischen der einstigen Brauerei J.F. Schmidt und der Bahnlinie Zwickau-Falkenstein. Die Brauerei wollte die nahegelegene Mineralquelle für ihre Tätigkeit nutzen. Nachdem wenige Tage vor Kriegsende 1945, in Rodewisch wurde bis zum 6. Mai 1945 geschossen, das Gehöft stark beschädigt wurde, musste es nach Kriegsende abgetragen werden. Die Brauerei wurde verstaatlicht und es kam nicht zur Nutzung der Quelle. Heute erinnert nichts mehr an das Saalfeld.
Das Saalfeld wird trotz seiner geringen Größe und Bedeutung noch heute als Ortsteilansiedlung angesehen.